# Jared Ross (Eishockeyspieler, 1984)
Jared N. Ross (* 3. Dezember 1984 in Stony Island, Nova Scotia) ist ein kanadischer Eishockeyspieler, der zuletzt beim SC Riessersee in der 2. Eishockey-Bundesliga unter Vertrag stand.

## Karriere
Ross begann seine Eishockeykarriere 2005 bei der Mannschaft der US-amerikanischen St. Lawrence University in der ECAC Hockey, einer Division der National Collegiate Athletic Association. Im Jahre 2009 verließ er sein Team für zwei Play-off-Spiele der Elmira Jackals in der ECHL und spielte in der Folgesaison zunächst für die Providence Bruins aus der American Hockey League, einem Farmteam des NHL-Franchises Boston Bruins. Nach dem Verpassen der Play-offs wechselte er zu den Reading Royals in die ECHL, wo er bis zum Ende der Play-offs der Saison 2010/11 blieb. Ross absolvierte 2011 noch sechs Spiele für die Peoria Rivermen, bevor er den Sprung nach Europa wagte. Nachdem die Saison 2011/12 der 2. Eishockey-Bundesliga bereits begonnen hatte, wurde er von den Lausitzer Füchsen unter Vertrag genommen.

Im Juli 2012 wurde bekannt, dass Ross zum Ligakonkurrenten SC Riessersee wechselt.

## Erfolge und Auszeichnungen
- 2008 ECAC All-Academic Team
- 2009 ECAC All-Academic Team

## Karrierestatistik
(Legende zur Spielerstatistik: Sp oder GP = absolvierte Spiele; T oder G = erzielte Tore; V oder A = erzielte Assists; Pkt oder Pts = erzielte Scorerpunkte; SM oder PIM = erhaltene Strafminuten; +/− = Plus/Minus-Bilanz; PP = erzielte Überzahltore; SH = erzielte Unterzahltore; GW = erzielte Siegtore; 1 Play-downs/Relegation; Kursiv: Statistik nicht vollständig)